# Erik Breukink
Erik Christiaan Breukink (Rheden, 1 april 1964) is een Nederlands voormalig wielrenner. Hij werd daarna ploegleider en was van 2010 tot 2012 technisch directeur bij Rabobank wielerploeg. Van 2014
tot 2020 was Breukink ploegleider van de pro-continentale wielerploeg Team Roompot waarvan hij medeoprichter was.

## Biografie
Breukink begon zijn wielercarrière bij de Doetinchemse wielervereniging R en TV de Zwaluwen en behaalde daar al snel successen. Als junior toonde Breukink voor de eerste keer zijn klasse, toen hij in 1982 nationaal kampioen achtervolging werd. Samen met Gert Jakobs, Maarten Ducrot en Jos Alberts nam hij ook deel aan de 100 km ploegentijdrit op de Olympische Spelen in Los Angeles. Het Nederlandse kwartet behaalde de vierde plaats. In 1985 won Breukink twee tijdritten in Olympia's Tour waarop hij voor een profloopbaan koos.
Breukink begon zijn loopbaan als profwielrenner bij het bescheiden Skala-Gazelle. Al snel ontpopte hij zich tot een tijdritspecialist en een goede klimmer. Zijn talent werd opgemerkt door Panasonic waarvoor hij vier jaar zou uitkomen. In 1986 won hij een etappe in de Ronde van Zwitserland. In 1987 won hij een etappe in de Ronde van Italië, waarin hij als derde eindigde. Datzelfde jaar debuteerde Breukink in de Ronde van Frankrijk, waarin hij ook een etappe won. Hij eindigde die ronde als 22e en werd tweede in het jongerenklassement. Een jaar later, in 1988, beëindigde Breukink de Ronde van Italië op de tweede plaats. Hij won daar ook een loodzware etappe over de Gavia in een sneeuwstorm. Tijdens de rit over de Stelviopas raakte hij zijn leiderstrui kwijt omdat Andy Hampsten tijdens deze rit bij hem wegreed. Overigens werd tijdens deze rit besloten, omdat het zo koud was, om alle renners met de auto over de Cima Coppi te laten gaan. De Giro in 1988 ging de geschiedenis in als de koudste giro ooit. In datzelfde jaar beëindigde hij de Ronde van Frankrijk als twaalfde en als winnaar van het jongerenklassement. Dat jaar won Breukink nog de Ronde van het Baskenland, het Internationaal Wegcriterium en de Omloop van het Waasland.
Op 1 juli 1989 won hij in Luxemburg de proloog van de Ronde van Frankrijk, maar stapte daarna uit de wedstrijd. Door zijn proloogoverwinning werd Breukink korte tijd drager van de gele trui. Hij zou dertig jaar lang de laatste Nederlander blijven die dat overkwam, tot op 6 juli 2019 Mike Teunissen in Brussel de openingsrit van die Ronde van Frankrijk won. Eerder In 1989 won Breukink bijna de Giro, maar hij verloor zijn leidersplaats in de Dolomieten als gevolg van een hongerklop. Omdat hij zich wilde focussen op de Tour de France, maakte hij in 1990 de overstap naar het Nederlandse PDM. Hij won twee ritten en eindigde als derde in het algemeen klassement, zijn beste resultaat. Zonder pech op de berg Tourmalet, waar hij driemaal van fiets moest wisselen, had Breukink mogelijk gewonnen. Als uitgesproken tijdritspecialist voegde hij in 1990 de GP Lunel, de finale van de wereldbeker aan zijn palmares toe. In datzelfde jaar won hij ook de GP Eddy Merckx.
In 1991 verlieten Breukink en het hele PDM-team tegelijkertijd de Ronde van Frankrijk, officieel als gevolg van een voedselvergiftiging door het eten van bedorven kip. Later bleek het om bacteriële besmetting te gaan, waarschijnlijk als gevolg van het intraveneus toedienen van het voedingssupplement Intralipid, een vette emulsie die gebruikt wordt voor patiënten die niet in staat zijn voldoende vetstoffen binnen te krijgen. Intralipid wordt niet beschouwd als een verboden vorm van doping, maar kan gebruikt worden als transportmiddel voor stimulerende middelen. Rondom het vertrek van de PDM-ploeg waren er dopinggeruchten, maar er werd geen bewijs gevonden.
In 1993 verhuisde Breukink naar het Spaanse Once. In dat jaar werd hij vlak voor de Ronde van Frankrijk aangereden door een auto. Als gevolg daarvan moest hij in de rittenkoers met knieproblemen opgeven. In datzelfde jaar nam Breukink voor de eerste en enige keer deel aan de Vuelta. Hij eindigde als zevende en won één etappe. Tevens won hij voor de tweede keer het Internationaal Wegcriterium, de Ronde van Nederland en werd hij Nederlands kampioen op de weg.
Nadien zou Breukink nog viermaal deelnemen aan de Ronde van Frankrijk. Noemenswaardige resultaten bleven echter uit, zodat hij in 1997 een punt zette achter zijn loopbaan. In totaal verzamelde Breukink 61 overwinningen, waaronder etappes in de drie Grote Rondes.
Na zijn wielerloopbaan bekleedde hij aanvankelijk een pr-functie bij Rabobank. Na een jaar hield hij dat voor gezien en werd hij commentator bij de NOS. Vanaf 2004 was hij ploegleider van de wielerploeg Rabobank. Van 2010 tot en met 2012 was hij daar technisch directeur. In 2014 was Breukink medeoprichter van Team Roompot, waarvan hij ook ploegleider werd. De ploeg stopte na het seizoen 2019.

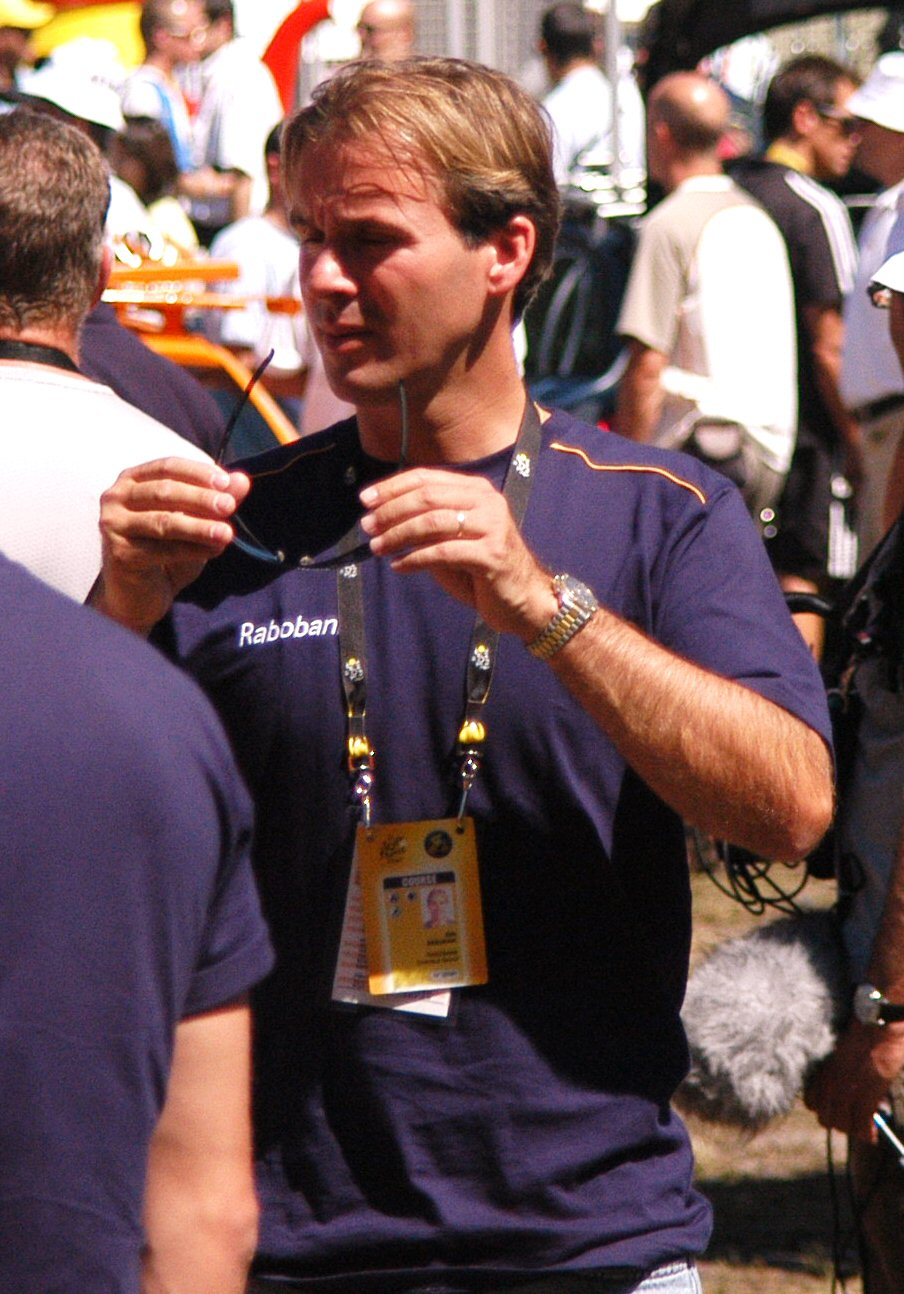
Breukink bij de start van de 8e etappe van de Ronde van Frankrijk 2007.

## Overwinningen
1984
- 7e etappe Olympia's Tour

1985
- Proloog en 7e etappe Olympia's Tour
- 4e etappe Ronde van Luik

1986
- 4e etappe Ronde van Zwitserland

1987
- 1e en 13e etappe Ronde van Italië
- Acht van Chaam
- 12e etappe Ronde van Frankrijk

1988
- 5e etappe Ronde van het Baskenland
- Eindklassement Ronde van het Baskenland
- 14e etappe Ronde van Italië
- Omloop van het Waasland
- 3e etappe Internationaal Wegcriterium
- Eindklassement Internationaal Wegcriterium
- Jongerenklassement Ronde van Frankrijk

1989
- Proloog en 3e etappe Ronde van Romandië
- Proloog Ronde van Frankrijk
- 6e etappe Ronde van Catalonië
- Escalada a Montjuïc

1990
- 12e en 20e etappe Ronde van Frankrijk
- 5e etappe Ronde van Zwitserland
- 8e etappe Tirreno-Adriatico
- 2e etappe Ronde van Ierland
- Eindklassement Ronde van Ierland
- Proloog Ronde van Asturië
- 7e etappe Ronde van Catalonië
- Grand Prix de la Libération

1991
- GP Eddy Merckx
- 8e etappe Tirreno-Adriatico
- Proloog en 10e etappe Tour DuPont
- Eindklassement Tour DuPont
- Proloog Ronde van Asturië

1992
- Ronde van Piëmont
- 1e en 8e etappe Tirreno-Adriatico
- 7e etappe Ronde van Spanje

1993
- Nederlands kampioen op de weg, Elite
- 3e etappe Ronde van Nederland
- Eindklassement Ronde van Nederland
- Proloog Ronde van Asturië
- Eindklassement Ronde van Asturië
- 2e etappe Ronde van Valencia
- 3e etappe Internationaal Wegcriterium
- Eindklassement Internationaal Wegcriterium
- 7e in Ronde van Spanje

1995
- Nederlands kampioen tijdrijden, Elite

1996
- Druivenkoers

1997
- Nederlands kampioen tijdrijden, Elite

## Resultaten in voornaamste wedstrijden
| Jaar | Ronde van Italië | Ronde van Frankrijk | Ronde van Spanje |
| ---- | ---------------- | ------------------- | ---------------- |
| 1986 | 71e              |                     |                  |
| 1987 | ↑ (1)            | 21e (1)             |                  |
| 1988 | ↑ (1)            | 12e                 |                  |
| 1989 | 4e               | opgave (1)          |                  |
| 1990 |                  | ↑ (2)               |                  |
| 1991 |                  | opgave              |                  |
| 1992 |                  | 7e                  | 27e (1)          |
| 1993 |                  | opgave              | 7e               |
| 1994 |                  | 29e                 | 18e              |
| 1995 | 59e              | 20e                 |                  |
| 1996 |                  | 34e                 |                  |
| 1997 |                  | 52e                 |                  |

| Jaar | Milaan-San Remo | Gent-Wevelgem | Amstel Gold Race | Luik-Bast.‑Luik | Ronde van Lombardije | Clásica San Sebastián | Waalse Pijl |  | WK op de weg |  | Wereldranglijsten |
| ---- | --------------- | ------------- | ---------------- | --------------- | -------------------- | --------------------- | ----------- |  | ------------ |  | ----------------- |
| 1986 |                 |               | 42e              |                 |                      |                       |             |  |              |  |                   |
| 1987 |                 | 106e          |                  | 34e             |                      | 4e                    |             |  | 9e           |  | 36e (SPP)         |
| 1988 |                 |               | 24e              | 37e             |                      | 15e                   | 25e         |  | 65e          |  |                   |
| 1989 |                 |               | 37e              | 17e             | 49e                  |                       | 43e         |  | 15e          |  |                   |
| 1990 | 65e             |               |                  |                 |                      | 89e                   | 45e         |  | 44e          |  |                   |
| 1991 | 94e             |               | 83e              | 31e             | 61e                  | 97e                   | 20e         |  | 49e          |  |                   |
| 1992 | 55e             |               |                  | 45e             | 19e                  | 22e                   | 27e         |  | 68e          |  |                   |
| 1993 | 139e            |               |                  | 27e             |                      |                       | 4e          |  |              |  |                   |
| 1994 | 154e            |               |                  |                 | 13e                  |                       | 33e         |  | 14e          |  |                   |
| 1995 | 116e            |               |                  |                 |                      | 104e                  |             |  |              |  |                   |
| 1996 |                 |               | 78e              |                 | 33e                  | 60e                   | 83e         |  |              |  |                   |
| 1997 |                 |               | 56e              | 21e             | 39e                  | 63e                   | 16e         |  | 49e          |  |                   |

## Trivia
- LINT-treinstel 31 van vervoersmaatschappij Syntus was vernoemd naar Erik Breukink.

Wielerploegen van Erik Breukink
Anderson ·
Baars ·
Breukink ·
De Keulenaer ·
de Rooij · 
Giesberts ·
Harings ·
Lammertink · 
Lubberding ·
Millar ·
Nulens ·
Oosterbosch · 
Peiper · 
Planckaert ·
Theunisse ·
D. Vanderaerden ·
E. Vanderaerden ·
van der Velde · 
Van Lancker · 
van Vliet ·
Winnen
Anderson ·
Breukink ·
De Keulenaer ·
de Rooij · 
Harings ·
Hendriks · 
Lubberding ·
Millar ·
Nulens ·
Oosterbosch · 
Peiper · 
Planckaert ·
Talen ·
Thurau ·
Vanderaerden · 
Van Lancker ·
van Loon ·
van Vliet ·
van Wijk ·
Winnen
Breukink ·
Clark ·
de Koning ·
de Rooij · 
Freuler ·
Gavillet ·
Harings ·
Hendriks · 
Imboden (tot 31/07) ·
Lubberding ·
Märki ·
Nulens · 
Peiper · 
Talen ·
Thurau (tot 31/07) ·
Vanderaerden · 
Van Lancker ·
van Loon ·
van Rijen ·
van Vliet ·
van Wijk ·
Wampers ·
Winnen
Breukink ·
Clark (tot 28/02) ·
Cornelisse ·
de Koning ·
de Rooij · 
Dürst ·
Freuler ·
Harings ·
Lubberding ·
Märki ·
Nulens · 
Ottevanger ·
Peiper · 
Rozendal · 
Talen ·
Vanderaerden · 
Van Lancker ·
van Loon ·
van Poppel ·
van Rijen ·
van Vliet ·
Wampers ·
Winnen
Alcalá ·
Ampler · 
Breukink ·
De Wolf ·
den Bakker ·
Dhaenens  ·
Draaijer (tot 27/02) ·
Earley ·
Hoondert ·
Jakobs ·
Kelly ·
Kersten ·
Nelissen ·
Pedersen ·
Raab ·
Stamsnijder (tot 28/02) · 
van Aert ·
van den Akker ·
van Orsouw ·

Verhoeven ·
Vos ·
Zadrobilek
Alcalá ·
Boden · 
Breukink ·
Cordes ·
den Bakker ·
Dürst ·
Earley ·
Hendriks ·
Jakobs ·
Kelly ·
Maier ·
Nelissen ·
Raab ·
Talen · 
van Aert ·
van den Akker ·
van Poppel ·
Verhoeven ·
Vos
Alcalá ·
Boden · 
Breukink ·
Cordes ·
den Bakker ·
Dürst ·
Earley ·
Hendriks (tot 31/03) ·
Hundertmarck ·
Jakobs ·
Koerts ·
Kummer ·
Maier ·
Nelissen ·
Raab ·
Talen · 
van Aert ·
van den Akker ·
Van Petegem ·
van Poppel ·

Verhoeven ·
Vos
Ahedo ·
Aiarzagüena ·
Aldanondo ·
Breukink ·
Bruyneel ·
H. Díaz ·
P. L. Díaz ·
Díaz de Otazu ·
Dufaux ·
F. J. García ·
M. García ·
Hodge ·
Jalabert · 
Leanizbarrutia ·
Llaneras ·
Louviot ·
Martínez ·
Romero ·
Stephens ·
Weltz ·
Zülle
Ahedo ·
Aiarzagüena ·
Aldanondo ·
Breukink ·
Bruyneel ·
H. Díaz ·
Díaz de Otazu ·
R. Díaz ·
Dufaux ·
Etxebarria ·
F. J. García ·
M. García ·
Hernández ·
Jalabert · 
Leanizbarrutia ·
Llaneras ·
Martínez ·
Rincón ·
Rojas ·
Romero ·
Sierra ·
Stephens ·
Zülle ·
Izkara (stagiair)
Barrigón ·
Breukink ·
Bruyneel ·
H. Díaz ·
P. Díaz ·
R. Díaz ·
Díaz de Otazu ·
Etxebarria ·
F. J. García ·
M. García ·
Hernández ·
Jalabert · 
Jonker ·
Leanizbarrutia ·
Llaneras ·
Mauri ·
Pérez ·
Rincón ·
Rojas ·
Sierra ·
Stephens ·
Zülle ·
Cañada (stagiair) ·
Otxoa (stagiair) ·
Rebollo (stagiair) ·
Vicioso (stagiair) 
Blaudzun ·
van Bon ·
Boogerd ·
Boven ·
Breukink ·
Bruyneel ·
Dekker ·
Groenendaal ·
Jekimov ·
Luppes ·
McEwen ·
Moerenhout · 
Nelissen ·
Piziks ·
van der Poel ·
Sørensen ·
Van Hooydonck (tot 30/04) ·
Vierhouten ·
Vogels ·

Hiemstra (stagiair) ·
Reinerink (stagiair) 
Blaudzun ·
van Bon ·
Boogerd ·
Boven ·
Breukink ·
Bruyneel ·
Dekker ·
Groenendaal ·
van Heeswijk ·
Jonasson ·
Jonker ·
Koerts ·
Luppes ·
Luttenberger ·
McEwen ·
Moerenhout · 
Nelissen ·
Piziks ·
van der Poel ·
Sørensen ·
Vierhouten ·
Hiemstra (stagiair) ·
Lotz (stagiair) 